# Pulvinaria urbicola
Pulvinaria urbicola är en insektsart som beskrevs av Cockerell 1893. Pulvinaria urbicola ingår i släktet Pulvinaria och familjen skålsköldlöss. Inga underarter finns listade i Catalogue of Life.